# Liste der Flughäfen in Tschechien
Die Liste der Flughäfen in Tschechien führt alle Flughäfen in Tschechien mit internationalen Linienverbindungen auf.
| Name Offizielle Bezeichnung                                  | IATA-Code | ICAO-Code | Eröffnung   | Passagiere (2023) | Flugbewegungen (2023) | Stadt     |
| ------------------------------------------------------------ | --------- | --------- | ----------- | ----------------- | --------------------- | --------- |
| Flughafen Brünn-Tuřany Letiště Brno-Tuřany                   | BRQ       | LKTB      | 1954        | 686867            | 25064                 | Brünn     |
| Flughafen Karlsbad Letiště Karlovy Vary                      | KLV       | LKKV      | 1927        | 12861             | 14337                 | Karlsbad  |
| Flughafen Ostrava Leoš Janáček Letiště Leoše Janáčka Ostrava | OSR       | LKMT      | 1939        | 342932            | 20939 (2022)          | Ostrava   |
| Flughafen Pardubice Letiště Pardubice                        | PED       | LKPD      | 1995 (1932) | 123119            | 1563 (2022)           | Pardubice |
| Flughafen Prag Letiště Praha-Ruzyně                          | PRG       | LKPR      | 1937        | 13828137          | 118046                | Prag      |
| Flughafen Budweis Letiště České Budějovice                   | JCL       | LKCS      | 1937        |                   |                       | Budweis   |

## Gliederung
Nach dem Gesetz 49/1997 Sb. über den zivilen Luftverkehr sind zivile Flughäfen je nach Nutzerkategorie in öffentliche und nicht öffentliche Flughäfen unterteilt. Auf öffentlichen Flughäfen sind im Rahmen ihrer technischen und operativen Kapazitäten alle Flugzeuge zugelassen. Die Nutzer nicht öffentlicher Flughäfen werden vom Amt für Zivilluftfahrt auf Vorschlag des Flughafenbetreibers bestimmt. Weiter werden militärische Flughäfen unterschieden.
Neben dem werden Flughäfen in innerstaatliche und internationale geteilt. Im Bezug auf den Schengen-Raum werden internationale Flughäfen weiter in Flughäfen mit Außengrenze und Flughäfen ohne Außengrenze gegliedert. Internationale Flughäfen mit Außengrenze sind derzeit folgende Flughäfen:
- Benešov
- Brno/Tuřany
- Čáslav
- České Budějovice
- Cheb
- Hradec Králové
- Karlovy Vary
- Kbely
- Kunovice
- Letňany
- Liberec
- Mnichovo Hradiště
- Náměšť nad Oslavou
- Ostrava/Mošnov
- Pardubice
- Plzeň/Líně
- Praha/Ruzyně
- Přerov
- Roudnice
- Vodochody
- Vysoké Mýto